# Sexuellt våld i Demokratiska republiken Kongo
Demokratiska republiken Kongo, i synnerhet den östra delen av landet, har beskrivits som "Rape Capital of the World", och förekomsten och intensiteten av alla former av sexuellt våld har beskrivits som de värsta i världen.

## Definition av sexuellt våld
Human Rights Watch definierar sexuellt våld som "en akt av sexuell natur genom våld, hot om våld eller tvång", och våldtäkt som "en form av sexuellt våld under vilken en persons kropp invaderas, vilken resulterar i penetration, oavsett hur måttlig, av någon del av offrets kropp, av ett sexuellt organ, eller öppnandet av en anal eller genital kroppsöppning hos offret genom ett objekt eller annan del av kroppen".

## Historisk bakgrund
Demokratiska republiken Kongo har en lång historia av oroligheter och instabilitet. Även om sexuellt våld i någon form alltid har förekommit i Demokratiska republiken Kongo, har en stegring av det sexuella våldet sammankopplats med de väpnade konflikterna från 1990-talet och framåt. Mycket av den internationella forskning som förekommit om det sexuella våldet i Kongo-Kinshasa har fokuserat på våld och våldtäkt på kvinnor relaterat till dessa väpnade konflikter, normalt i den östra delen av landet.
Den östra delen av landet har den högsta graden av sexuellt våld, och mycket av det utförs av väpnade militära grupper. Andra studier har dock påpekat att sexuellt våld förekommer i alla delar av landet och inte alltid är relaterat till väpnade konflikter. Trots att det finns omfattande bevis för de sociala och individuella effekterna av det sexuella våldet i landet har regeringen mött kritik för  sina otillräckliga åtgärder för att stoppa det.
Våldtäkt i Demokratiska republiken Kongo har ofta beskrivits som ett "krigsvapen", och FN förklarade officiellt våldtäkt som ett krigsvapen 2008. Krigsvåldtäkt är ett särskilt effektivt vapen eftersom det inte bara förstör sina fysiska offer, utan även hela samhällen. Krig, våld och instabilitet har härjat i Demokratiska republiken Kongo i decennier, och detta har lett till en våldskultur i krig och civilt liv som ofta tar sin form av sexuell natur.
Elva år efter att Republiken Kongo blev självständigt 1960 döpte president Mobutu om landet till Zaire 1971 och styrde nationen under en autokratisk och korrupt regim. Under Mobutus regim användes sexuella övergrepp som en tortyrmetod.

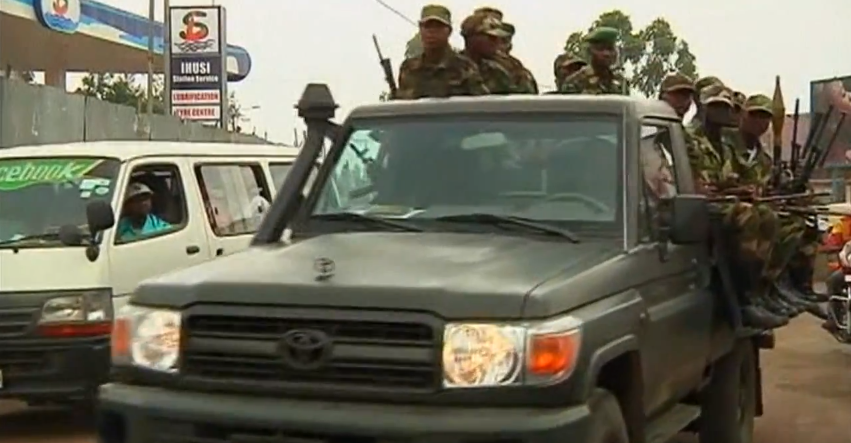
M23-rebeller i Goma, november 2012

Mobutu regerade fram till 1997, då många missdådare efter folkmordet i Rwanda 1994 flydde över Rwandas västra gräns till Demokratiska republiken Kongo i hopp om att slippa åtal. Hutuextremistiska miliser överskred gränsen, särskilt i Kivu, Demokratiska republiken Kongos östligaste region, vilket ledde till brott och våld i Demokratiska republiken Kongo. Medan den kongolesiska armén och FN:s fredsbevarande styrkor försökte inleda stora operationer, misslyckades de fortfarande med att avväpna huturebeller som ofta hämnades genom att utföra våldtäkter, kidnappningar och mord. Denna tillströmning av militanter och strider i Burundi katalyserade det första Kongokriget och slutet på Mobutus regim. Sporrad av våldet startade Alliance of Democratic Forces for the Liberation of Congo (AFDL), ledd av Laurent Kabila, ett uppror mot Mobutu-regimen 1996 i den östra delen av landet.
Wilhelmine Ntakebuka, som koordinerar ett program mot sexuellt våld i Bukavu, tror att ökningen av sexuellt våld började med inflödet av utländska militanter:
 Våldtäktsepidemin tycks ha börjat i mitten av 1990-talet. Det sammanfaller med vågorna av hutu-milismän som flydde in i Kongos skogar efter att ha utrotat 800 000 tutsier och moderata hutuer under Rwandas folkmord för 13 år sedan. Herr Holmes sa att även om regeringstrupper kan ha våldtagit tusentals kvinnor, så hade de mest grymma attackerna utförts av hutu-milis.
Våldet från det första Kongokriget ledde till det andra Kongokriget, som officiellt slutade 2006 med valet av den första demokratiskt valda presidenten, Joseph Kabila. Det har dock inte blivit något slut på våldet. En stor konfrontation 2007 mellan regeringsstyrkor och trupper från tutsigeneralen Laurent Nkunda kulminerade i en annan stor konfrontation i den östra provinsen Nord-Kivu. På senare tid har instabiliteten och våldet ökat avsevärt sedan myteriet av medlemmar av DRC:s regering och skapandet av rebellrörelsen,  M23, med stöd av Rwandas regering och individer från Ugandas regering.[-12] Dessutom, så sent som i december 2012, anklagade FN M23-rebeller för att våldta och döda civila i östra Demokratiska republiken Kongo. Det har också nyligen förekommit anklagelser om en militär attack och 72 fall av våldtäkter mot civila av M23 i Minova-området.